# ریوتا اوکای
ریوتا اوکای (انگلیسی: Ryota Ukai؛ زادهٔ ۲۸ مهٔ ۱۹۹۶) بازیکن فوتبال اهل ژاپن است.